# José Pierre Vunguidica
José Pierre Vunguidica (Luanda, 3 de enero de 1990) es un futbolista angoleño. Juega de delantero y su equipo es el S. V. Eintracht Hohkeppel de la Oberliga Mittelrhein de Alemania.

## Trayectoria
Surgido de las canteras del Colonia, realizó su debut en noviembre de 2010 por el primer equipo en la derrota por 4 a 0 frente al Borussia Mönchengladbach. En enero de 2011, fue prestado al Kickers Offenbach. Anotó 2 goles en 16 partidos por el Offenbach y posteriormente se marchó al Preußen Münster.

## Selección nacional
Ha sido internacional con la selección de fútbol de Angola en 17 ocasiones desde su debut en 2009. Fue incluido en el equipo final para la Copa Africana de Naciones 2012. Vunguidica jugó los tres partidos, Angola fue eliminada en primera fase, de su selección, entrando como sustituto frente a Burkina Faso, Sudán y Costa de Marfil.

### Participaciones en Copas Africanas
| Copa                           | Sede                      | Resultado    | Partidos | Goles |
| ------------------------------ | ------------------------- | ------------ | -------- | ----- |
| Copa Africana de Naciones 2012 | Gabón y Guinea Ecuatorial | Primera fase | 3        | 0     |

## Clubes
| Club                            | País     | Año       |
| ------------------------------- | -------- | --------- |
| 1. F. C. Colonia                | Alemania | 2009-2012 |
| Kickers Offenbach (cedido)      | Alemania | 2011      |
| S. C. Preußen Münster (cedido)  | Alemania | 2011-2012 |
| S. V. Wehen Wiesbaden           | Alemania | 2012-2015 |
| S. V. Sandhausen                | Alemania | 2015-2018 |
| F. C. Saarbrücken               | Alemania | 2018-2021 |
| SpVgg Unterhaching              | Alemania | 2021-2023 |
| F. C. Rot-Weiß Koblenz (cedido) | Alemania | 2023      |
| S. V. Eintracht Hohkeppel       | Alemania | 2024-     |